# خانه آقای عبدالمحمد خلیلی
خانه تاریخی آقای عبدالمحمد خلیلی مربوط به دوره صفوی است و در شهرستان کهگیلویه، بخش چرام، روستای القچین سفلی واقع شده و این اثر در تاریخ ۹ اردیبهشت ۱۳۸۲ با شمارهٔ ثبت ۸۴۰۸ به‌عنوان یکی از آثار ملی ایران به ثبت رسیده است.